# رقية مزراوي
رقية مزراوي هي لاعبة كرة قدم محترفة، من مواليد 11 مايو 2002 في أيندهوفن، تلعب كظهير أيمن لنادي غينت الذي ينافس في الدوري الممتاز البلجيكي للسيدات، ولدت في هولندا، وتمثل المغرب دولياً.

## مهنة دولية
ظهرت لأول مرة مع المغرب في 10 يونيو 2021 كبديلة في الدقيقة 79 في مبارة ودية ضد مالي، وأول مباراة لها كلاعبة أساسية بعد أربعة أيام ضد نفس الخصم.

## المباريات
| التاريخ | المنتخب | النتيجة | الخصم  |
| ------- | ------- | ------- | ------ |
| 2018    | هولندا  | 1 - 1   | السويد |
| 2018    | هولندا  | 9 - 0   | لاتفيا |
| 2018    | هولندا  | 16 - 0  | جورجيا |
| 2019    | هولندا  | 0 - 0   | صربيا  |
| 2019    | هولندا  | 6 - 0   | سويسرا |
| 2019    | هولندا  | 3 - 0   | روسيا  |
| 2022    | المغرب  | 0 - 4   | كندا   |